# Великий Любень
Великий Любень (пол. Wielki Lubień) — село в Польщі, у гміні Драгач Свецького повіту Куявсько-Поморського воєводства.
Населення — 441 особа (2011).
У 1975-1998 роках село належало до Бидгощського воєводства.

## Демографія
Демографічна структура станом на 31 березня 2011 року:
|          | Загалом | Допрацездатний вік | Працездатний вік | Постпрацездатний вік |
| -------- | ------- | ------------------ | ---------------- | -------------------- |
| Чоловіки | 214     | 43                 | 148              | 23                   |
| Жінки    | 227     | 47                 | 135              | 45                   |
| Разом    | 441     | 90                 | 283              | 68                   |